# 鄭貞文
郑贞文（1891年3月2日—1969年11月24日），字幼坡，号心南，男，福州长乐人，中国化学家、编译家、教育家。

## 学术贡献

### 参与编著
- 《学艺》
- 《百科》
- 《少年自然科学》
- 《人》
- 《自然界和生物》
- 《火和爆发》
- 《化学与我们》
- 《有机化学命名草案》

### 统一化学名称
1932年6月，南京国民政府成立编译馆，该馆成立了化学译名审查委员会，由教育部聘郑贞文任主任委员，负责起草化学译名草案。
他在规范化过程中以中国原有文字为主，或采用中国文字的特点，另创新字。在他的专著《无机化学命名草案》中，以继承徐寿所定的部分命名为基础，对金属元素名加金字旁，对非金属气态元素加上气字头，对于液态非金属元素加上三点水,对于固态非金属元素加上石字旁加以区别。对于有机物，他摒弃了单纯音译的方式，以自创新字为原则。选的部首，如“艹”、“火”、“酉”、“月”等，这种方法可以拼成成千上万种有机化合物所用的化学名词，大大统一了有机化学的命名。李乔苹1926年所撰的《有机化学工业》一书，是中国采用这种新法译名后的第一部著作。